# Port Kent (New York)
Port Kent est une localité de la municipalité américaine de Chesterfield, située dans le comté d'Essex, dans l'État de New York.
Elle est établie sur la rive occidentale du lac Champlain et est desservie par la gare de Port Kent.
Elle abrite la demeure de l'écrivain Elkanah Watson.
En été, les ferries de la Société de transport du lac Champlain (en) permettent de se rendre a Burlington, qui se situe sur la rive opposée du lac.
| Peru          | Plattsburgh |                         |
| Ausable Chasm | Port Kent   | Lac Champlain , Vermont |
| Keeseville    | Willsboro   |                         |